# Phare de San Giovanni in Pelago
Le phare de San Giovanni in Pelago (en croate : Svjetionik Hrid Sv. Ivan na pučini) est un phare actif situé sur un récif au large de Rovinj dans le Comitat d'Istrie en Croatie. Le phare est exploité par la société d'État Plovput .

## Histoire
Le phare, mis en service en 1853, marque un récif dangereux au nord-ouest de Rovinj. C'est une station météorologique pourvue en personnel. L'îlot rocheux se situe à environ 2.5 km du rivage et à environ 4 km au sud-ouest de Rovinj.
Le phare est disponible pour la location de vacances, ce qui est inhabituel pour une station si exposée. Plovput fournit le transport par bateau pour les invités de Rovinj, mais seulement le matin. Le récif est difficile d'accès durant les périodes de vent d'ouest qui souffle d'habitude l'après-midi.

## Description
Le phare  est une tour octogonale en pierre de 15 m de haut, avec galerie et lanterne, attenante à une maison de gardien de deux étages. La tour est couleur pierre naturelle et le dôme de la lanterne blanche est gris. Il émet, à une hauteur focale de 23 m, deux éclats blancs toutes les 10 secondes. Sa portée est de 24 milles nautiques (environ 44 km) pour le feu principal et 12 milles nautiques (environ 22 km) pour le feu de veille.
Il est équipé d'une corne de brume émettant un signal de 4 secondes par période de 30 secondes audible jusqu'à 2 milles nautiques (environ 3.7 km).

Identifiant : ARLHS : CRO155 - Amirauté : E2680 - NGA : 11944 .

## Caractéristiques dufeu maritime
Fréquence :
- Lumière (W) : 10 (0.5+2.5/0.5+6.5) secondes

|          |
| Le phare |

|                  |
| Comitat d'Istrie |

### Lien connexe
- Liste des phares de Croatie